# Ravand
Ravand (persiska: روند) är en ort i Iran.   Den ligger i provinsen Västazarbaijan, i den nordvästra delen av landet, 700 km nordväst om huvudstaden Teheran. Ravand ligger 1 658 meter över havet och antalet invånare är 236.
Terrängen runt Ravand är huvudsakligen kuperad, men västerut är den bergig. Runt Ravand är det ganska tätbefolkat, med 75 invånare per kvadratkilometer. Närmaste större samhälle är Qerīs, 19,5 km sydväst om Ravand. Trakten runt Ravand består i huvudsak av gräsmarker.